# National Film Award/Beste Playbacksängerin
Die Gewinner des National Film Award der Kategorie Beste Playbacksängerin (Best Female Playback Singer) waren:
| Jahr | Sängerin               | Lied                                     | Film                  | Sprache            |
| ---- | ---------------------- | ---------------------------------------- | --------------------- | ------------------ |
| 1968 | P. Susheela            | Paal Polave – Nalai Intha Velai          | Uyarntha Manithan     | Tamilisch          |
| 1969 | K. B. Sundarambal      |                                          | Thunaivan             | Tamilisch          |
| 1970 | Sandhya Mukherjee      | Amader Chhuti Chhuti                     | Jay Jayanti           | Bengalisch         |
| 1971 | P. Susheela            | Chittukkuruvikkenna Kattuppaadu          | Savale Samali         | Tamilisch          |
| 1972 | Lata Mangeshkar        | Beeti Na Bitai                           | Parichay              | Hindi              |
| 1974 | Lata Mangeshkar        | Roothe Roothe Piya                       | Kora Kagaz            | Hindi              |
| 1975 | Vani Jayaram           | Kelviyin Nayagan                         | Apoorva Ragangal      | Tamilisch          |
| 1976 | P. Susheela            | Jhummandhi Naadham                       | Siri Siri Muvva       | Telugu             |
| 1977 | S. Janaki              | Senthoora Poove                          | Pathinaru Vayathinile | Tamilisch          |
| 1978 | Chhaya Ganguli         | Aap Ki Yaad Aati Rahi Raat Bhar          | Gaman                 | Hindi              |
| 1979 | Vani Jayaram           | Dorakuna ituvanti seva                   | Shankarabharanam      | Telugu             |
| 1980 | S. Janaki              | Ettumanoorambalathil                     | Oppol                 | Malayalam          |
| 1981 | Asha Bhosle            | Dil Cheez Kya Hai                        | Umrao Jaan            | Hindi              |
| 1982 | P. Susheela            | Aakulo aakunai                           | Megha Sandesam        | Telugu             |
| 1983 | P. Susheela            | Yento Beedha Vedu Gopaludu               | MLA Yedukondalu       | Telugu             |
| 1984 | S. Janaki              | Vennello Godari Andham                   | Sithara               | Telugu             |
| 1985 | K. S. Chithra          | Padariyen                                | Sindhu Bhairavi       | Tamilisch          |
| 1986 | K. S. Chithra          | Manjal Prasadavum                        | Nakhakshathangal      | Malayalam          |
| 1987 | Asha Bhosle            | Mera Kuchh Saamaan                       | Ijaazat               | Hindi              |
| 1988 | K. S. Chithra          | Indupushpam choodi nilkum raathri        | Vaishali              | Malayalam          |
| 1989 | Anuradha Paudwal       |                                          | Kalat Nakalat         | Marathi            |
| 1990 | Lata Mangeshkar        | Yaara Sili Sili                          | Lekin                 | Hindi              |
| 1991 | Vani Jayaram           | Aanati Neeyaraa                          | Swathi Kiranam        | Telugu             |
| 1992 | S. Janaki              | Inji Iduppazhagi                         | Thevar Magan          | Tamilisch          |
| 1993 | Alka Yagnik            | Ghoongat Ki Aad Se                       | Hum Hain Rahi Pyar Ke | Hindi              |
| 1994 | Swarnalatha            | Porale Ponnuthaaye                       | Karuththamma          | Tamilisch          |
| 1995 | Anjali Marathe         | Bhui Bhegali Khola                       | Doghi                 | Marathi            |
| 1996 | K. S. Chithra          | Maana Madurai (Ooh La La La)             | Minsara Kanavu        | Tamilisch          |
| 1997 | K. S. Chithra          | Payalein Chun Mun                        | Virasat               | Hindi              |
| 1998 | Alka Yagnik            | Kuch Kuch Hota Hai                       | Kuch Kuch Hota Hai    | Hindi              |
| 1999 | Jayshree Dasgupta      | Hriday Ammar Prokash Holo                | Paromitar Ek Din      | Bengalisch         |
| 2000 | Bhavatharini           | Mayil Pola Ponnu Onnu                    | Bharathi              | Tamilisch          |
| 2001 | Sadhana Sargam         | Pattu Solli                              | Azhagi                | Tamilisch          |
| 2002 | Shreya Ghoshal         | Bairi Piya                               | Devdas                | Hindi              |
| 2003 | Tarali Sarma           |                                          | Akashitorar Kothare   | Assamesisch        |
| 2004 | K. S. Chithra          | Ovvoru Pookalume                         | Autograph             | Tamilisch          |
| 2005 | Shreya Ghoshal         | Apne Aansoo Peene Ke Liye (Dheere Jalna) | Paheli                | Hindi              |
| 2006 | Aarti Anklekar Tikekar |                                          | Antarnd               | Konkani            |
| 2007 | Shreya Ghoshal         | Yeh Ishq Hai                             | Jab We Met            | Hindi              |
| 2008 | Shreya Ghoshal         | Pherari Mon Jeev Dangla Gungla Rangla    | Antaheen Jogva        | Bengalisch Marathi |

Derzeit erhält die Gewinnerin einen Rajat Kamal und ein Preisgeld von 50.000 Rupien.